# Субанон
Субанон — группа филиппинских племён, которые населяют районы Южной Замбоанги, Северной Замбоанги и горные районы Западного Мисамиса на острове Минданао. Субанон означает «житель реки»; в настоящее время субанон были вытеснены в горную местность мусульманскими народностями. Численность народа составляет 180 тыс. человек. Говорят на одноимённом языке субанон филиппинской группы австронезийской семьи. Кроме того, среди субанон распространены также тагальский, бисайский и английский языки. Основная часть придерживается традиционных верований и культов, меньшая часть — христиане (католики, протестанты), также есть мусульмане.

## Основные занятия
Основными занятиями народа субанон являются ручное подсечно-огневое земледелие (самая важная культура — рис, также выращивают таро, ямс, батат), собирательство, охота, гончарство, плетение, обработка дерева и выращивание томатов, баклажанов, кабачков и перца. Как известно, держат домашний скот, в том числе свиней, кур, крупного рогатого скота, буйволов.

## Проживание
Субанон регулярно перемещаются из одного места в другое, чтобы очистить местность от деревьев для полей. Живут небольшими поселениями из 3—10 домов. Дома, как правило, однокамерные, прямоугольной формы и на сваях, с низкой крышей из соломы или пальмовых листьев.

## Традиционная семья
Субанон не практикуют разделение труда по признаку пола. Мужчины и женщины работают в поле вместе, и мужчины могут готовить еду и заботиться о детях, когда это необходимо. Мало развита социальная стратификация, все живут равноправно. Для женитьбы требуется уплата калыма, ввиду чего рождение дочерей воспринимается как благословение. Существует всеобщее убеждение, что все человеческие существа должны вступать в брак. Также практикуется полигамия и полиандрия, запрещается развод и вступление в брак с ближайшими родственниками.

## Национальная одежда
Традиционная мужская одежда — набедренная повязка, женская — несшитая юбка. Распространены амулеты, украшения, татуировки, обычай подпиливания и чернения зубов.

## Обычаи и культура
Имеется богатый фольклор, сказки, мифы, обрядовые танцы и песни. Некоторые авторы выделяют особую предрасположенность к поэзии среди субанон.
Субанон стараются похоронить умершего в день смерти. Захоронение делают в гробу, изготовленном из двух выдолбленных половин толстого бревна. В гроб кладут немного пищи для покойника.

## Религия и верования
Преобладают анимистические верования. Существуют культы (природы и духов предков). Но в настоящее время[когда?] горные народы Минданао, в том числе и субанон испытывают все большее и большее влияние культуры со стороны исламизированных народов, так и со стороны христианского населения. Распространяются ислам и христианство.